# 徐忠祥
徐忠祥（1927年—1990年），河北博野人，中国人民解放军将领、中国人民解放军中将。
1988年，授予中国人民解放军中将，曾任国防大学教育长。